# Fontana del Timone
Fontana del Timone är en fontän vid Porto di Ripa Grande i Rione Trastevere i Rom. Fontänen, som är belägen vid kyrkan Santa Maria del Buon Viaggio, utfördes av Pietro Lombardi och invigdes år 1927. Ripa Grande var tidigare Roms största hamnanläggning.

## Beskrivning
År 1925 beställde Governatorato di Roma nio rione-fontäner av arkitekten och skulptören Pietro Lombardi. Syftet med dessa fontäner var att de skulle avspegla respektive riones särskilda karaktär. För Fontana del Timone skulpterade Lombardi ett skeppsroder, ur vilket vattnet rinner ner i en skål. Skeppsrodret är Rione Ripas emblem, men fontänen är belägen i Rione Trastevere.

## Bilder
| - Emblem för Rione Ripa. |

### Webbkällor
- ”Fontana del Timone” (på italienska). Roma Segreta. Arkiverad från originalet den 17 augusti 2021. https://archive.md/kKgAU. Läst 17 augusti 2021.
- ”Fontanella del Timone” (på italienska). info.roma.it. Arkiverad från originalet den 17 augusti 2021. https://archive.ph/6RaUr. Läst 17 augusti 2021.